# Szjapan Nekraschewitsch

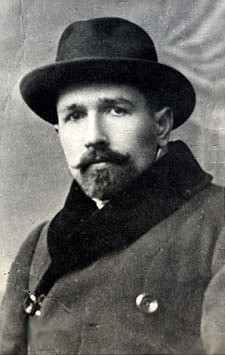
Szjapan Nekraschewitsch

Szjapan Nekraschewitsch (belarussisch Сьцяпан Некрашэвіч; * 8. Mai 1883 in Danilouka, Gouvernement Minsk, Russisches Kaiserreich (heute Rajon Swetlahorsk, Belarus); † 20. Dezember 1937 in Minsk, BSSR) war ein belarussischer Linguist und sozialer Aktivist. 

## Leben
Nekraschewitsch besuchte bis 1908 ein Lehrerseminar und bis 1914 das Lehrerinstitut in Vilnius. 1914 trat er der Russischen Armee bei und kämpfte in Rumänien. Er kehrte im Februar 1917 zurück und begann sich politisch zu betätigen. Nekraschewitsch trat der Belarussischen Sozialistischen Hramada bei und der Belarussischen Partei der Sozialistischen Revolutionäre. Im Herbst 1917 ging er nach Odessa, um dort kulturelle Aktivitäten für die belarussischen Soldaten zu bieten und um Flüchtlingen zu helfen. Mit der Gründung der Belarussischen Volksrepublik wurde Nekraschewitsch Repräsentant der Regierung in der südlichen Ukraine. Er verfolgte das Ziel belarussische Militäreinheiten zu gründen, um gegen die Bolschewiki zu kämpfen. 
1920 siedelte Nekraschewitsch nach Minsk um, wo er im Volkskommissariat für Bildung der BSSR arbeitete. Er half bei der Gründung des Instituts für belarussische Kultur und war von 1922 bis 1925 dessen Direktor. Von 1926 bis 1928 war er Vorsitzender der Abteilung der Künste in der Belarussischen Akademie der Wissenschaften. 1929 wurde Nekraschewitsch Direktor des Instituts für Linguistik. 1930 wurde er, unter dem Vorwurf einer sogenannten „Union zu Befreiung Weißrusslands“ anzugehören, verhaftet und für fünf Jahre nach Sibirien deportiert. 1937 wurde Nekraschewitsch zum Tode verurteilt und hingerichtet.